# Koirasaari (ö i Petäjävesi, Maakeskinen)
Koirasaari är en ö i Finland. Den ligger i sjön Maakeskinen och i kommunen Petäjävesi i den ekonomiska regionen  Jyväskylä  och landskapet Mellersta Finland, i den södra delen av landet, 220 km norr om huvudstaden Helsingfors. Öns största längd är 30 meter i sydväst-nordöstlig riktning.